# FC Barcelona
Fútbol Club Barcelona, pe scurt Barcelona sau Barça, este un club de fotbal din Barcelona, Spania, care evoluează în La Liga.
Fondat în 1899 de un grup de fotbaliști elvețieni, britanici și catalani conduși de Joan Gamper, clubul a devenit un simbol al culturii catalane și al naționalismului catalan, mottoul său fiind prin urmare „Barça este mai mult decât un club” (catalană: FC Barcelona - Més que un club). Imnul oficial al Barcelonei este „Cant del Barça”, scris de Jaume Picas și Josep Maria Espinàs. Spre deosebire de multe alte cluburi, suporterii dețin și conduc Barcelona. Este al doilea cel mai bogat club de fotbal în ceea ce privește veniturile, având o cifră de afaceri anuală de 450 milioane €. FC Barcelona are o îndelungată rivalitate cu Real Madrid CF, meciurile disputate între cele două echipe fiind cunoscute sub numele de „El Clásico”.

## Istorie
Echipa fanion a orașului Barçelona, Català FC, a fost înființată în apropierea sălii de sport Tolosa de către Jaume Vila, având scopul declarat de a promova sportul local. Acest club a refuzat integrarea tânărului entuziast al fotbalului Joan Gamper, datorită faptului că nu era catalan. Reacția lui Gamper la acest refuz a fost crearea clubului FC Barçelona pe 29 noiembrie 1899, împreună cu un grup de tineri englezi, un canadian și câțiva barcelonezi. Pe lângă secția de fotbal, în cadrul clubului și-au desfășurat activitatea și alte sporturi (baschet, handbal, hochei pe iarbă, rugby, baseball, patinaj artistic, volei, fotbal în sală, ciclism, hochei pe gheață).

### Fondarea

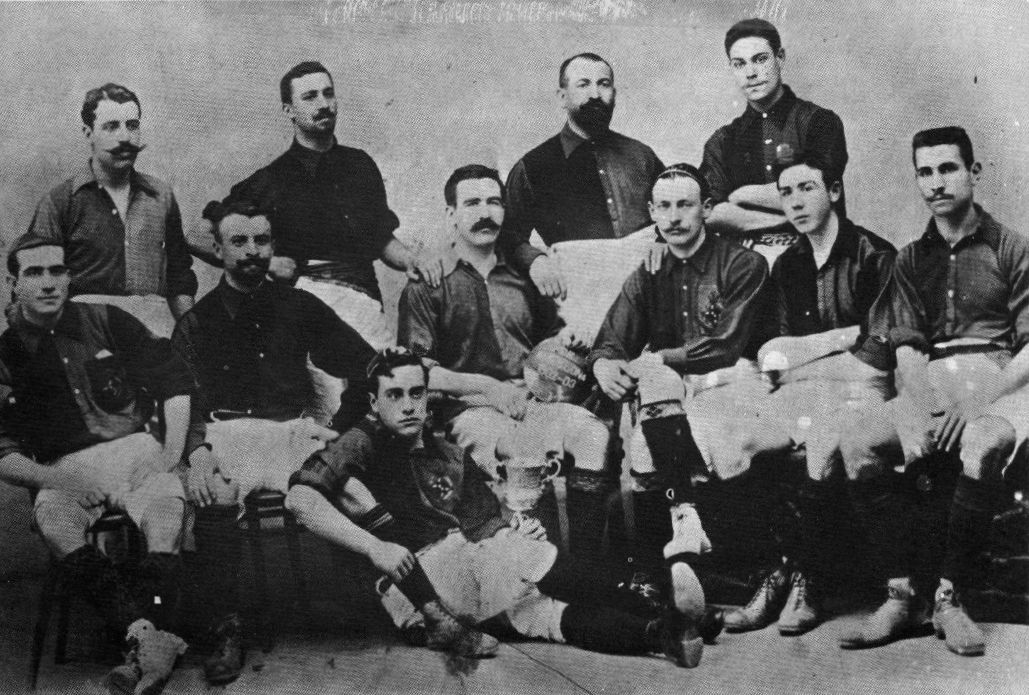
FC Barçelona în 1903

La 22 octombrie 1899, Gamper a făcut o reclamă în Los Deports declarându-și dorința de a forma un club de fotbal. Din răspunsul pozitiv primit s-a stabilit o întâlnire la Gimanasio Sole pe 29 noiembrie. Unsprezece jucători au participat: Gualteri Wild, Lluís d'Ossó, Bartomeu Terradas, Otto Kunzle, Otto Maier, Enric Ducal, Pere Cabot, Carles Pujol, Josep Llobet, John Parsons și William Parsons. Astfel s-a născut Foot-Ball Club Barçelona. Mai multe alte cluburi de fotbal spaniole, cele mai notabile fiind Real Madrid și Athletic Bilbao aveau, de asemenea, fondatori britanici și datorită acestui fapt și-au adoptat nume în stilul englezesc.
Legenda spune că Gamper a ales culorile legendare ale clubului, azulgrana, după FC Basel, fostul său club. Însă alte echipe elvețiene pentru care Gamper jucase, cea a cantonului său natal din Zürich și Școala Comercială a Croitorilor în Crosby, Merseyside au fost creditate și au pretins a fi sursa de inspirație.

### Campionat de Catalunya
FC Barçelona era doar unul din mai multe cluburi de fotbal care s-au ridicat în Catalonia în jurul acestei perioade. Printre altele au fost și Palamós CF, cel mai vechi club al Cataloniei, fondat în 1898, Català SC (1899), Hispania AC (1900) și Sociedad Española de Football. În curând se adunaseră destule echipe pentru a organiza o ligă și în decembrie 1900 Alfons Macaya, președintele lui Hispania AC a oferit un trofeu. Copa Macaya a evoluat în cele din urmă în Campionat de Catalunya. Aceasta a fost prima ligă campionat jucată vreodată în Spania. FC Barçelona a câștigat primul lor trofeu în 1901, adjudecându-și Copa Macaya. Subsecvent au câștigat Campionat de Catalunya de alte 20 de ori înainte ca acesta să fie desființat în 1940. În 1902 clubul a jucat și prima finală a Copa del Rey, pierzând în fața Clubului Vizcaya cu 2-1.

### Anii Gamper
În 1908, Joan Gamper a devenit președintele clubului pentru prima oară. Subsecvent, a deținut această poziție în cinci ocazii distincte (1908-1909, 1910-1912, 1917-1919, 1921-1923 și 1924-1925), stând timp de 25 ani la cârma echipei. Realizarea sa principală ca președinte a fost asigurarea unui stadion propriu și a unor venituri stabile pentru Barça. Până în 1909 echipa juca în diferite stadioane, niciunul dintre ele neaparținând clubului. La 14 martie 1909, stadionul Carrer Industria de 6,000 de locuri și-a deschis ușile. În 1922 clubul s-a mutat într-o casă nouă la Les Corts. Acesta avea inițial capacitatea de 30,000 de locuri, fiind extins mai târziu la un impresionant 60,000.
Tot Gamper a introdus și jucători legendari precum Alcántara, Zamora și Samitier. Aceștia au ajutat clubul în dominarea atât a Championat de Catalunya, cât și a Copa del Rey, câștigând primul campionat La Liga în 1929.

### Criza și războiul civil
Criza începută la sfârșitul anilor 1920 s-a înrăutățit după ce soldații lui Franco au bombardat sediul principal al clubului. După aceste evenimente, clubul a fost forțat în a-și schimba numele în Club de Futbol Barçelona, și-a îndepărtat porțiunea catalană din steag și a numit un președinte deschis față de regimul lui Franco.
Rivalitatea cu Real Madrid CF a fost inițiată de către climatul politic din timpul regimului lui Franco. Cum drapelul și limba catalană au fost interzise, FC Barçelona a devenit simbolul unic al naționalismului catalan.
Barçelona a început să-și îmbunătățească jocul în anii 1950. Evoluția clubului a fost oprită din prisma intervenției guvernului în achiziționarea lui Alfredo Di Stéfano. Conducerea clubului a demisionat în semn de protest față de aranjamentul absurd prin care Barçelona și rivalii Real Madrid CF ar fi trebui să „împartă” acest jucător. Această problema s-a născut din prisma faptului că ambele cluburi au crezut că au semnat cu Di Stéfano, însă cu cluburi diferite, unul dintre ele era cel care deținea contractul său, iar celălalt era clubul unde acesta era împrumutat. Înțelegerea s-a deteriorat, Di Stéfano devenind jucătorul lui Real - fapt privit de marea majoritate drept favor guvernamental față de acest club.

### Kubala
Până la jumătatea anilor 1940 clubul a început să se recupereze din problemele sale, care conduseră aproape de desființarea sa. Jucători precum César, Ramallets, și Velasco au câștigat Prima divizie la cincisprezece ani după prima și unica victorie în această competiție. Odată cu calmarea divergențelor politice, stilul în care fotbalul era jucat și titlurile pe care acesta le aducea a dus la stabilizarea statutului financiar, în timp ce tot mai multe persoane deveneau membri. În 1950, la club a venit unul dintre cei mai importanți antrenori ai săi din istorie, Ladislau Kubala. În timpul primilor ani de la venirea sa, echipa a câștigat aproape fiecare competiție în care a jucat, iar atacanții de atunci, César, Basora, și însuși Kubala sunt amintiți și astăzi.

### Camp Nou
În 1957, Camp Nou și-a deschis porțile pentru marele public. Este adecvat să se țină în vizor că proiectul a fost susținut personal de către însuși Generalul Franco, care a aprobat o extrem de generoasă apreciere a statului privind locația unde stadionul urma să fie construit, îngrijindu-se astfel de finanțarea acțiunii. Cu o capacitate de până la 90,000 de spectatori, Camp Nou este unul dintre cele mai mari stadioane din lume. Din păcate, la câțiva ani după inaugurare, titlurile s-au rărit, fiind în număr de doar trei în timpul anilor 1960. Dar chiar și atunci clubul nu s-a oprit din evoluție, câștigând putere economică și socială în fiecare an.
Spre deosebire de deceniul anilor 1950, când Real Madrid a fost capabil să împiedice în mod scandalos transferul starului argentinian Alfredo Di Stéfano la FC Barçelona, legenda olandeză Johan Cruyff a semnat un contract cu acest club în 1973. Stilul său electric de joc, rapid și inteligent, nu ar fi putut fi mai bine apreciat de către fani. Până și suma record de £922,300 plătită de FC Barçelona pentru semnătura sa părea nimic după înfrângerea lui Real Madrid cu 5-0 în Santiago Bernabéu (stadion) propria lor arenă și câștigarea ligii. Până în anul următor clubul avea 70,000 membri, devenind astfel unul dintre cele mai puternice din lume.

### Echipa de vis
Josep Lluís Núñez a devenit președintele lui FC Barçelona în 1978, conducând clubul într-o perioadă de creștere socială și economică neprecedată.
Superstarul argentinian Diego Maradona a semnat pentru un onorariu record de la Boca Juniors. Problemele din afara sportului ale președintelui clubului au dus la transferul său la SSC Napoli. Surprinzător, echipa s-a îmbunătățit și fără starul său, odată cu revoluționarea jocului său prin tacticile de pressing aduse de antrenorul englez Terry Venables.
Zeci de titluri au fost câștigate mai departe, nu doar în domeniul fotbalistic, acordându-se astfel atenție și altor sporturi.
Între anii 1990 și 1994, Echipa de vis a lui Johan Cruyff, jucând un sistem de Fotbal total, a câștigat patru titluri de campioană a ligii consecutive și pentru prima oară în istorie Liga Campionilor UEFA (1992). 11 trofee au fost câștigate în timpul domniei lui Cruyff ca antrenor.

### Sfârșitul anilor 1990
Bobby Robson a preluat conducerea clubului pentru un singur sezon în '96-'97; l-a recrutat pe Ronaldo de la PSV Eindhoven (fostul său club) și a adus o Cupă a Cupelor și o Cupă a Regelui (Copa del Rey). Interesant este că l-a adus și pe viitorul antrenor al celor de la Porto și Chelsea, José Mourinho la acest club. Mourinho îl ajuta la acea vreme pe Robson în sarcinile de antrenament și era responsabilul cu traducerile conferințelor de presă la care participa Robson. În ciuda câștigării a trei trofee în acel sezon, Robson a rămas numai un sezon, tacticile sale defensive fiind inacceptabile pentru fanii exigenți ai Barçelonei.
Chiar înainte de finalul sezonului lui Robson clubul căzuse deja în acord cu faimosul manager olandez Louis van Gaal. În ciuda pierderii lui Ronaldo la Internazionale Milano, Rivaldo s-a alăturat echipei și Barçelona a câștigat de două ori Liga Spaniolă. În ciuda marelor rezultate în campionatul intern, Barçelona nu a fost capabilă să câștige Liga Campionilor. În urma criticilor puternice aduse de fani, după trei sezoane, în 2000, van Gaal a demisionat.

### Anii de tulburare
Joan Gaspart a fost ales ca succesorul lui Josep Lluis Nuñez în 2000. Norocul nu i-a surâs încă de la începutul președinției sale, căpitanul Barçelonei semnând cu rivalii de-o viață Real Madrid în ziua alegerii sale. Consolarea fanilor nu era o slujbă ușoară, iar reacția noii administrații n-a făcut decât să agraveze situația. Cheltuielile nesăbuite făcute de Gaspart au dus clubul într-o criză financiară. Prezidarea lui Gaspart a fost marcată de schimbări frecvente de antrenori, fiecare dintre aceștia dorind să aducă jucători la alegerea lor la club. Multe talente au fost aduse la club în acești 3 ani, dar puține dintre acestea au primit șansa de a reuși. Absența unei victorii importante și lipsa de interes a jucătorilor a făcut presiunea socială de nesuportat, forțându-l să demisioneze în 2003. O comisie temporară a preluat conducerea până la alegerea președintelui actual Joan Laporta în același an.

### Revenirea

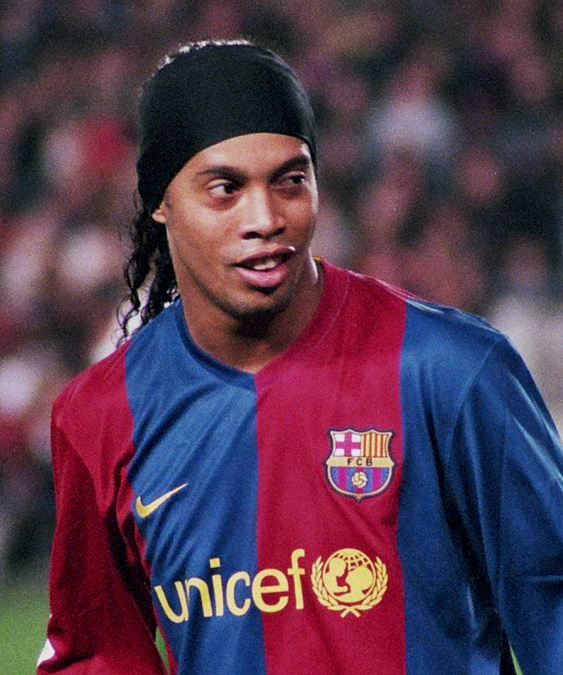
Departamentul de marketing al clubului și-a stabilit strategia în jurul lui Ronaldinho.

Joan Laporta s-a dovedit o alegere mai bună pentru FC Barçelona. Odată cu venirea sa și cele ale superstarului Ronaldinho și a fostului internațional olandez Frank Rijkaard ca manager (care era, de fapt, a treia variantă a lui Laporta, după Ronald Koeman de la Ajax și Guus Hiddink de la PSV Eindhoven) printre altele, noul stil de administrare a readus succes la club. Datoriile masive moștenite s-au redus și doar o mică parte din jucătorii crescuți în echipa care nu a reușit să câștige un titlu important în cinci ani au rămas la echipă. În sezonul 2003/2004 Barçelona a avut o revenire de formă spectaculoasă, terminând pe locul doi, după ce fusese în prealabil la coada clasamentului o parte îndelungată a sezonului. Motivul pentru care Barçelona nu a reușit chiar câștigarea campionatului a fost pentru că revenirea s-a petrecut prea târziu. În sezonul 2004/2005, Barçelona a condus clasamentul din prima până în ultima etapă, adjudecându-și al șaptesprezecelea titlu de campioană a Spaniei la 14 mai 2005 și a șasea Supercupă a Spaniei la 20 august 2005. În ciuda ieșirii din cursa pentru Liga Campionilor în mâinile celor de la Chelsea, suporterii și jucătorii asemenea încep să creadă într-o a treia eră de aur. Pe 17 mai 2006, Barçelona a reușit să câștige finala Ligii Campionilor în fața echipei engleze Arsenal F.C.
Sezonul 2007-08 s-a încheiat fără niciun titlu,Barça terminând pe locul trei în La Liga și a fost învinsă în semifinala Ligii Campionilor de Manchester United cu scorul de 1-0.

## Simboluri

### Culori

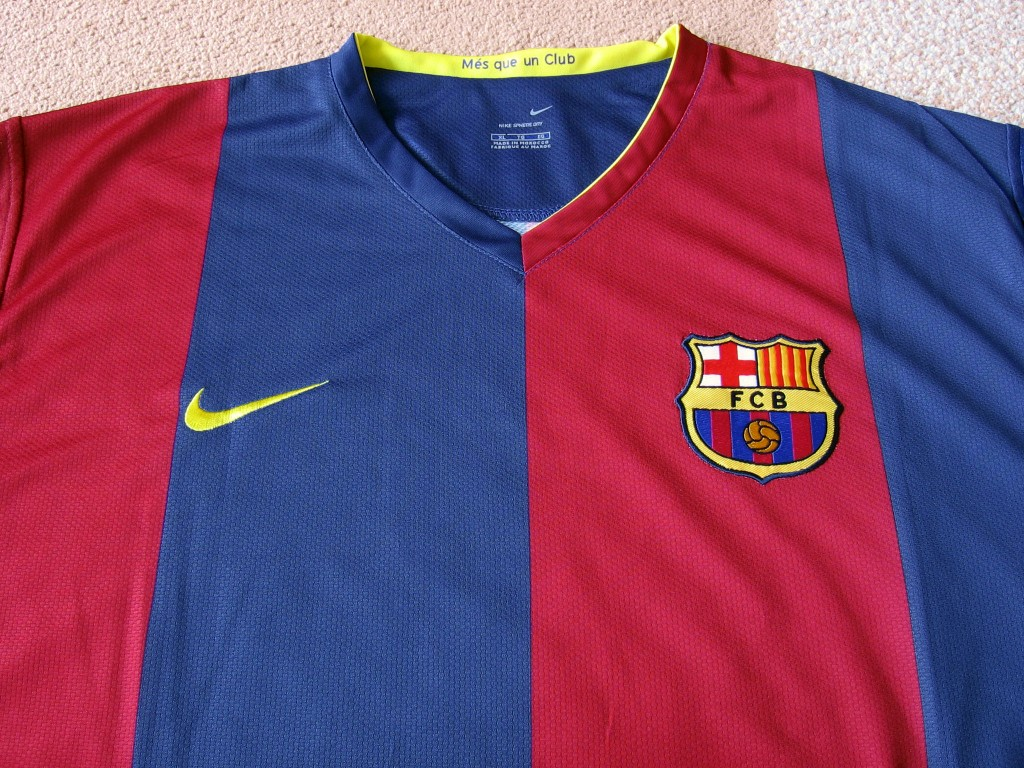
Tricou în culorile tradiționale albastru și grena

Există diverse versiuni referitoare la originea și la motivul alegerii culorilor care au îmbrăcat de-a lungul istoriei legendele Barcelonei. Versiunea cea mai logică arată că cel care a ales culorile a fost chiar fondatorul clubului Joan Gamper. De fapt s-a dovedit că în prima partidă jucată de Gamper în Barcelona, chiar înainte de fondarea clubului, acesta a purtat o șapcă albastru cu grena.
Până de curând, se credea că au fost folosite culorile echipei FC Basel, echipă la care se credea că a jucat Gamper.
Câteva speculații istorice spun că albastrul și grena vin de la culorile stemei cantonului elvețian Ticino, locul unde locuia sora lui Gamper, Rosa.
Altă istorie care a circulat susținea că alegerea culorilor îl are ca și inițiator pe unul dintre participanții la întâlnirea fondatorilor FC Barcelona care avea un creion cu capăt dublu cu ambele culori. Acesta ar fi propus ca albastru și grena să fie culorile clubului.
O a patra versiune situează originea în faptul că mama unuia dintre primii jucători, Dna. Comamala, a împărțit eșarfe albastre jucătorilor, lucru care ar fi indus mai târziu ideea culorilor albastru și grena.
De curând, o nouă ipoteză a apărut care sugerează faptul că originea culorilor este de fapt în sudul Germaniei, mai exact la Heidenheim an der Brenz, locul nașterii lui Otto Maier, unul dintre fondatorii clubului.
În primii 10 ani, tricoul era jumătate albastru, jumătate grena, având culorile mânecilor inversate, în timp ce șortul era alb, deși există o dovadă a unui joc în care șortul era închis la culoare. În sezonul 1909-1910 au fost introduse dungile albastre și grena pe tricou. În 1913, șortul a devenit negru, apoi după șapte ani albastru, cu mici variații privind grosimea și numărul dungilor de pe tricou și cu mici diferențe legate de intensitatea și nuanța culorilor albastru și grena.
În primii ani, clubul a folosit tricouri jumătate albastre, jumătate grena pentru ca mai apoi să se impună dungile verticale a căror grosime a variat destul de mult de-a lungul istoriei. Numai echipele de baschet, rugby și atletism au purtat la un moment dat tricouri cu dungi verticale. Pentru a sărbători centenarul, prima echipă de fotbal a folosit un echipament similar cu primul echipament, jumătate albastru, jumătate grena. Șortul, alb până în 1913, a fost înlocuit cu cel negru. Din anii ’20 până în prezent, echipamentul a conținut șort albastru. Această tradiție a fost întreruptă în sezonul 2005-2006, când albastrul a fost înlocuit cu grena.

#### Istoric echipament: principal
| 1899-1910 | 1911-1913 | 1913-1920 | 1920-1939 | 1939-1949 | 1955 Cupa Orașelor Târguri | 1950-1991 | 1991-1992 | 1992-1995 | 1995-1998 | 1997-98 Cupele Europene | 1998-1999 | 1998-2000 | 2000-2001 | 2001-2002 | 2002-2003 | 2003-2004 | 2004-2005 |  |

| 2005-2006 | 2006-2007 | 2007-2008 | 2008-2009 | 2009-2010 | 2010-2011 | 2011-2012 | 2012-2013 | 2013-2014 | 2014-2015 | 2015-2016 | 2016-2017 |  |

#### Istoric echipament: secund
| 1974-1982 | 1982-1985 | 1985-1991 | 1989 | 1991-1992 | 1992-1995 | 1995-1997 | 1997-1998 | 1998-1999 |  |

| 1999-2001 | 2001-2002 | 2002-2003 | 2003-2004 | 2004-2005 | 2005-2006 | 2006-2007 | 2007-2008 | 2008-2009 |  |

| 2009-2010 | 2010-2011 | 2011-2012 | 2012-2013 | 2013-2014 | 2014-2015 | 2015-2016 | 2016-2017 | 2017-2018 | 2018-2019 | 2019-2020 |

### Stema
Stema FC Barcelona a fost creată de Carles Comamala, fost jucător și conducător al clubului, care în 1910 a câștigat concursul organizat de club.
Emblema are un contur în formă de oală (foarte asemănător cu emblemele cluburilor elvețiene). În interior, în partea din stânga sus, este prezentă crucea Sfântului Gheorghe (roșu pe alb), în timp ce în partea dreaptă conține patru bare vertical roșii pe un fundal galben, ceea ce reprezintă stema regiunii Catalunia. O bandă orizontală cu inițialele clubului (FCB) separă partea de sus de partea de jos a stemei, care este mai mare și care este acoperită ăe toată lățimea emblemei de linii verticale albastre și grena, având în centru o minge de fotbal.
De-a lungul istoriei, stema a suferit diverse modificări, dar și-a păstrat același design. În anii 40, din ordinul guvernului, cele patru bare roșii au fost înlocuite cu două bare, pentru a împiedica identificarea cu emblema Cataluniei. La începutul anilor 50, vechiul design a fost din nou folosit. În primii anii, emblema orașului a fost și ea prezentă pe stema clubului, apărând din nou în meciurile internaționale din cadrul Cupei Orașelor Târguri din anii 50.

## Lotul actual 2025/2026
La 9 august 2025.
| Nr. |          | Poziție | Jucător                                              |
| --- | -------- | ------- | ---------------------------------------------------- |
| 1   | Germania | P       | Marc-André ter Stegen (căpitan)                      |
| 2   | Spania   | F       | Pau Cubarsí                                          |
| 3   | Spania   | F       | Alejandro Balde                                      |
| 4   | Uruguay  | F       | Ronald Araújo (vice-căpitan)                         |
| 6   | Spania   | M       | Gavi                                                 |
| 7   | Spania   | A       | Ferran Torres                                        |
| 8   | Spania   | M       | Pedri                                                |
| 9   | Polonia  | A       | Robert Lewandowski                                   |
| 10  | Spania   | A       | Lamine Yamal                                         |
| 11  | Brazilia | A       | Raphinha                                             |
| 13  | Spania   | P       | Iñaki Peña                                           |
| 14  | Anglia   | A       | Marcus Rashford (împrumutat de la Manchester United) |

| Nr. |               | Poziție | Jucător             |
| --- | ------------- | ------- | ------------------- |
| 15  | Danemarca     | F       | Andreas Christensen |
| 16  | Spania        | M       | Fermín López        |
| 17  | Spania        | M       | Marc Casadó         |
| 20  | Spania        | M       | Dani Olmo           |
| 21  | Țările de Jos | M       | Frenkie de Jong     |
| 23  | Franța        | F       | Jules Koundé        |
| 24  | Spania        | F       | Eric García         |
| 25  | Polonia       | P       | Wojciech Szczęsny   |
|     | Spania        | P       | Joan García         |
|     | Spania        | M       | Oriol Romeu         |
|     | Suedia        | A       | Roony Bardghji      |

### Barcelona B și academia de juniori
| Nr. |                            | Poziție | Jucător       |
| --- | -------------------------- | ------- | ------------- |
| 28  | Spania                     | M       | Marc Bernal   |
| 29  | Spania                     | M       | Aleix Garrido |
| 31  | Statele Unite ale Americii | P       | Diego Kochen  |
| 32  | Spania                     | F       | Héctor Fort   |
| 35  | Spania                     | F       | Gerard Martín |

| Nr. |        | Poziție | Jucător          |
| --- | ------ | ------- | ---------------- |
| 37  | Spania | M       | Quim Junyent     |
| 38  | Spania | F       | Alexis Olmedo    |
| 39  | Spania | F       | Andrés Cuenca    |
| 41  | Spania | M       | Guille Fernández |
| 42  | Spania | A       | Toni Fernández   |

### Împrumutați
| Nr. |        | Poziție | Jucător                                            |
| --- | ------ | ------- | -------------------------------------------------- |
|     | Spania | P       | Ander Astralaga (la Granada până pe 30 iunie 2026) |
|     | Spania | A       | Ansu Fati (la Monaco până pe 30 iunie 2026)        |

### Echipa tehnică
- Antrenor principal: Hans-Dieter Flick
  - Antrenori secunzi: Thiago Alcântara, Marcus Sorg, Toni Tapalović, Heiko Westermann
  - Antrenor de portari: José Ramón de la Fuente
  - Delegat: Carles Naval
- Responsabil de pregătirea fizică:  Julio Tous
  - Preparatori fizici: Pepe Conde, Rafa Maldonado
- Responsabil de echipa medicală: Ramon Canal
  - Doctori: Dr. Ricard Pruna, Dr. Xavier Yanguas, Dr. Daniel Florit
  - Recuperatori: Emili Ricart, Juanjo Brau
  - Fizioterapeuți: Juanjo Brau, Xavi Linde, Xavi López, Xavier Elain, Jordi Mesalles, Sebas Salas, Daniel Benito
  - Podolog: Martín Rueda
- Analiză tactică și Scouting: Domènec Torrent, Carles Planchart,  Àlex Garcia
- Responsabili cu echipamentul: Chema Corbella, José Antonio Ibarz, Gabriel Galán
- Responsabil cu legătura conducere - jucători: Pepe Costa

## Coeficientul UEFA
Coeficientul UEFA este utilizat la tragerea la sorți a competițiilor continentale organizate de Uniunea Asociațiilor Europene de Fotbal. Pe baza performanței cluburilor la nivel european timp de cinci sezoane, acest coeficient este calculat folosind un sistem de puncte și este stabilit un clasament. La sfârșitul sezonului 2018-2019, Barcelona se afla pe locul al doilea.
| Rang | Club                 | Coeficient |
| ---- | -------------------- | ---------- |
| 10   | Chelsea FC           | 96.000     |
| 11   | Manchester United FC | 98.000     |
| 12   | FC Barcelona         | 91.000     |
| 13   | Bayer Leverkusen     | 90.000     |
| 14   | Atlético Madrid      | 89.000     |

## Palmares și statistici

### Titluri și trofee
| Competiții naționale | Competiții internaționale |
| - La Liga (28) : - Campioni : 1929, 1945, 1948, 1949, 1952, 1953, 1959, 1960, 1974, 1985, 1991, 1992, 1993, 1994, 1998, 1999, 2005, 2006, 2009, 2010, 2011 2013, 2015, 2016, 2018, 2019, 2023, 2025 - Copa del Rey (32) : - Câștigători : 1910, 1912, 1913, 1920, 1922, 1925, 1926, 1928, 1942, 1951, 1952, 1953, 1957, 1959, 1963, 1968, 1971, 1978, 1981, 1983 1988, 1990, 1997, 1998, 2009, 2012, 2015, 2016, 2017, 2018, 2021, 2025. - Supercupa Spaniei (15) : - Câștigători : 1983, 1991, 1992, 1994, 1996, 2005, 2006, 2009, 2010, 2011, 2013, 2016, 2018, 2023, 2025. - Copa Eva Duarte (3) : - Câștigători : 1948, 1952, 1953. - Cupa Ligii (2) : - Câștigători : 1983 și 1986. | - Liga Campionilor : - Câștigători (5) - 1992, 2006, 2009, 2011, 2015 - Finalistă (3) - 1961, 1986, 1994 - Supercupa Europei : - Câștigători (5) - 1992, 1997, 2009, 2011, 2015 - Finalistă (4) - 1979, 1982, 1989, 2006 - Cupa Cupelor : - Câștigători (4) - 1979, 1982, 1989, 1997 - Finalistă (2) - 1969, 1991 - Cupa Orașelor Târguri : - Câștigători (3) - 1958, 1960, 1966 - Finalistă (1) - 1962 - Campionatul Mondial al Cluburilor : - Câștigători (3) - 2009, 2011, 2015 - Finalistă (1) - 2006 - Cupa Intercontinentală : - Finalistă (1) - 1992 |

### Competiții regionale și amicale
- Cupa Latină: 2 (1949, 1952)
- Cupa Pirineilor: 4 (1910, 1911, 1912, 1913)
  - Campionatul Catalunyei: 23 1901/02 (Cupa Macaya), 1902/03 (Cupa Barcelona), 1904/05, 1908/09, 1909/10, 1910/11, 1912/13, 1915/16, 1918/19, 1919/20, 1920/21, 1921/22, 1923/24, 1924/25, 1925/26, 1926/27, 1927/28, 1929/30, 1930/31, 1931/32, 1934/34, 1935/36, 1937/38
  - Liga Catalana: 1 (1937/1938)
  - Cupa Catalunyei: 6 (1990/91, 1992/93, 1999/2000, 2003/04, 2004/05, 2006/07)
  - Trofeul Joan Gamper: 36 (1966, 1967, 1968, 1969, 1971, 1973, 1974, 1975, 1976, 1977, 1979, 1980, 1983, 1984, 1985, 1986, 1988, 1990, 1991, 1992, 1995, 1996, 1997, 1998, 1999, 2000, 2001, 2002, 2003, 2004, 2006, 2007, 2008, 2010, 2011, 2013)
  - Trofeul Ramón de Carranza: 3 (1961, 1962, 2005)
  - Trofeul Teresa Herrera: 5 (1948, 1951, 1972, 1990, 1993)
  - Trofeul Ciudad de Palma: 5 (1969, 1974, 1976, 1980, 1981)
  - Ciudad de la Línea: 4 (1985, 1991, 1995, 2000)

## Premii individuale jucători
- Balonul de aur: 7 - Luis Suárez (1960), Johan Cruyff (1973, 1974), Hristo Stoitchkov (1994), Rivaldo (1999), Ronaldinho (2005), Lionel Messi (2009)
- Balonul de Aur FIFA: 6  - Lionel Messi (2010, 2011, 2012, 2015, 2019, 2021)
- Jucătorul anului FIFA: 6 - Romário (1994), Ronaldo (1996), Rivaldo (1999), Ronaldinho (2004, 2005), Lionel Messi (2009)
- Gheata de aur: 7 - Ronaldo (1996/97), Lionel Messi (2009/10, 2011/12, 2012/13, 2016/17, 2017/18, 2018/19)
- Cel mai bun jucător al anului FIFPro: 3 - Ronaldinho (2005, 2006), Lionel Messi (2009)
- Cel mai bun tânăr jucător al anului FIFPro: 3 - Lionel Messi (2006, 2007, 2008)
- Cel mai bun jucător al Africii: 2 - Samuel Eto'o (2004, 2005)
- Trofeul Bravo: 3 - Josep Guardiola (1992), Ronaldo (1997), Lionel Messi (2007)
- Premiul Golden Boy: 1 - Lionel Messi (2005)
- Trofeul Pichichi: 13 - Mariano Martín (1942/43), César Rodríguez (1948/49), Cayetano Ré (1964/65), Carles Rexach (1970/71), Hansi Krankl (1978/79), Quini (1980/81), Quini (1981/82), Romário (1993/94), Ronaldo (1996/97), Samuel Eto'o (2005/06), Lionel Messi (2009/10, 2011/12, 2012/13)
- Trofeul Zamora: 19 - Velasco (1947/48), Antoni Ramallets (195152), Antoni Ramallets (1955/56), Antoni Ramallets (1956/57), Antoni Ramallets (1958/59), Antoni Ramallets (1959/60), José Manuel Pesudo (1965/66), Salvador Sadurní (1968/69), Salvador Sadurní (1973/74), Salvador Sadurní (1974/75), Miguel Reina (1972/73), Pello Artola (1977/78), Urruti (1983/84), Andoni Zubizarreta (1986/87), Víctor Valdés (2004/05, 2008/09, 2009/10, 2010/11, 2011/12)

## Jucători importanți
Vezi de asemenea Lista jucătorilor de la FC Barcelona
| De la fondare până în 1940 |

| - Arthur Witty - Stanley Harris - Emilio Sagi-Barba - Udo Steinberg - Joan Gamper - Paulino Alcántara | - Domènec Balmanya - Francesc Bru - Carles Comamala - Lluís d'Ossó - Josep Escolà - Romà Forns | - Bernat Lassaletta - Vicenç Piera - Josep Quirante - Josep Vidal - Josep Samitier - Agustí Sancho | - Ramon Torralba - Martí Ventolrà - Ricardo Zamora - Ramon Zabalo - Franz Platko |

| Din 1940 până în 1980 |

| - Evaristo de Macedo - Johan Cruyff - Johan Neeskens - Gustau Biosca - Estanislao Basora - Josep Maria Fusté | - Enric Gensana - Sígfrid Gràcia - Josep Gonzalvo - Marià Gonzalvo - Mariano Martín - Migueli | - Ferran Olivella - Antoni Ramallets - Carles Rexach - César Rodríguez - Salvador Sadurní - Joan Segarra | - Luis Suárez - Velasco - Zoltán Czibor - Sándor Kocsis - Ladislau Kubala |

| Din 1980 până în 2000 |

| - Gary Lineker - Maradona - Hansi Krankl - Rivaldo - Romário - Ronaldo - Hristo Stoichkov - Robert Prosinečki - Michael Laudrup - Allan Simonsen - Jari Litmanen | - Laurent Blanc - Bernd Schuster - Frank de Boer - Ronald de Boer - Phillip Cocu - Patrick Kluivert - Ronald Koeman - Richard Witschge - Fernando Couto - Luís Figo - Simão Sabrosa | - Gheorghe Hagi - Gheorghe Popescu - Steve Archibald - José Ramón Alexanko - Guillermo Amor - José Mari Bakero - Sergi Barjuán - Txiki Beguiristain - Ramon Maria Calderé - Carrasco - Luis Enrique | - Abelardo Fernández - Albert Ferrer - Jon Andoni Goikoetxea - Josep Guardiola - Miquel Àngel Nadal - Quini - Julio Salinas - Javier Urruticoechea - Andoni Zubizarreta - Mark Hughes |

| Din 2000 până azi |

| - Javier Mascherano - Lionel Messi - Juan Román Riquelme - Javier Saviola - Ronaldinho - Neymar - Dani Alves - Juliano Belletti - Samuel Eto'o | - Alexis Sanchez - Yaya Touré - Thierry Henry - Ludovic Giuly - Éric Abidal - Lilian Thuram - Rafael Márquez - Edgar Davids | - Marc Overmars - Giovanni van Bronckhorst - Deco - Gianluca Zambrotta - Eiður Guðjohnsen - Cesc Fabregas - Andrés Iniesta - Carles Puyol | - Gerard Piqué - Oleguer Presas - Víctor Valdés - David Villa - Bojan Krkic - Xavi - Henrik Larsson - Zlatan Ibrahimovic |

## Antrenori notabili
Vezi de asemenea Lista antrenorilor de la FC Barcelona

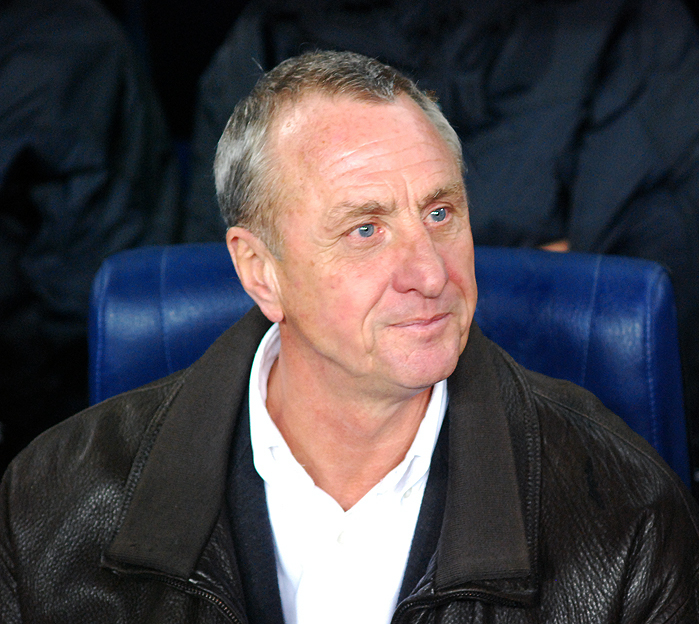
Johan Cruyff

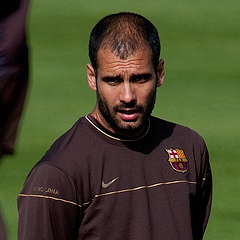
Pep Guardiola

Următorii antrenori au luat cel puțin un trofeu important cu echipa.
| Nume               | Perioadă         | Trofee   | Trofee   | Trofee   | Trofee   | Trofee        | Trofee        | Trofee        | Trofee        | Trofee        | Total |
| Nume               | Perioadă         | Domestic | Domestic | Domestic | Domestic | Internațional | Internațional | Internațional | Internațional | Internațional | Total |
| Nume               | Perioadă         | LC       | SC       | SS       | LC       | CMAC          | UCL           | UCWC          | ICFC          | USC           | Total |
| ------------------ | ---------------- | -------- | -------- | -------- | -------- | ------------- | ------------- | ------------- | ------------- | ------------- | ----- |
|                    |                  | -        | 3        | -        | -        | -             | -             | -             | -             | -             | 3     |
| Jack Greenwell     | 1917–24          | -        | 2        | -        | -        | -             | -             | -             | -             | -             | 2     |
| Jesza Poszony      | 1924–25          | -        | 1        | -        | -        | -             | -             | -             | -             | -             | 1     |
| Ralph Kirby        | 1925–26          | -        | 1        | -        | -        | -             | -             | -             | -             | -             | 1     |
| Romà Forns         | 1927–29          | 1        | 1        | -        | -        | -             | -             | -             | -             | -             | 2     |
| Joan Josep Nogués  | 1941–44          | -        | 1        | -        | -        | -             | -             | -             | -             | -             | 1     |
| Josep Samitier     | 1944–47          | 1        | -        | -        | -        | -             | -             | -             | -             | -             | 1     |
| Enrique Fernández  | 1947–50          | 2        | -        | 1        | -        | -             | -             | -             | -             | -             | 3     |
| Ferdinand Daučík   | 1950–54          | 2        | 3        | 2        | -        | -             | -             | -             | -             | -             | 7     |
| Domingo Balmanya   | 1956–58          | -        | 1        | -        | -        | -             | -             | -             | 1             | -             | 2     |
| Helenio Herrera    | 1958–60, 1980–81 | 2        | 2        | -        | -        | -             | -             | -             | 1             | -             | 5     |
| Josep Gonzalvo     | 1963             | -        | 1        | -        | -        | -             | -             | -             | -             | -             | 1     |
| Roque Olsen        | 1965–67          | -        | -        | -        | -        | -             | -             | -             | 1             | -             | 1     |
| Salvador Artigas   | 1967–69          | -        | 1        | -        | -        | -             | -             | -             | -             | -             | 1     |
| Vic Buckingham     | 1969–71          | -        | 1        | -        | -        | -             | -             | -             | -             | -             | 1     |
| Rinus Michels      | 1971–75, 1976–78 | 1        | 1        | -        | -        | -             | -             | -             | -             | -             | 2     |
| Joaquim Rifé       | 1979–80          | -        | -        | -        | -        | -             | -             | 1             | -             | -             | 1     |
| Udo Lattek         | 1981–83          | -        | 1        | -        | 1        | -             | -             | 1             | -             | -             | 3     |
| César Luis Menotti | 1983–84          | -        | -        | 1        | -        | -             | -             | -             | -             | -             | 1     |
| Terry Venables     | 1984–87          | 1        | -        | -        | 1        | -             | -             | -             | -             | -             | 2     |
| Luis Aragonés      | 1987–88          | -        | 1        | -        | -        | -             | -             | -             | -             | -             | 1     |
| Johan Cruyff       | 1988–96          | 4        | 1        | 3        | -        | -             | 1             | 1             | -             | 1             | 11    |
| Bobby Robson       | 1996–97          | -        | 1        | 1        | -        | -             | -             | 1             | -             | -             | 3     |
| Louis van Gaal     | 1997–00, 2002–03 | 2        | 1        | -        | -        | -             | -             | -             | -             | 1             | 4     |
| Frank Rijkaard     | 2003–08          | 2        | -        | 2        | -        | -             | 1             | -             | -             | -             | 5     |
| Josep Guardiola    | 2008–12          | 3        | 2        | 3        | -        | 2             | 2             | -             | -             | 2             | 14    |
| Tito Vilanova      | 2012–13          | 1        | -        | -        | -        | -             | -             | -             | -             | -             | 1     |
| Gerardo Martino    | 2013–14          | -        | -        | 1        | -        | -             | -             | -             | -             | -             | 1     |
| Total              | 1899–2014        | 22       | 26       | 14       | 2        | 2             | 4             | 4             | 3             | 4             | 81    |

## Președinți
| - Walter Wild (1899-1901) - Bartomeu Terrades i Brutau (1901-1902) - Paul Hass (1902-1903) - Arthur Witty Cotton (1903-1905) - Josep Soler (1905-1906) - Juli Marial (1906-1908) - Vicenç Reig (1908) - Joan Gamper (1908-1909) - Otto Gmelin (1909-1910) - Joan Gamper (1910-1913) - Francesc de Moxó i de Sentmenat (1913-1914) - Àlvar Presta (1914) - Joaquim Peris de Vargas (1914-1915) - Rafael Llopart i Vidaud (1915-1916) - Gaspar Rosés i Arús (1916-1917) - Joan Gamper (1917-1919) | - Ricard Graells (1919-1920) - Gaspar Rosés i Arús (1920-1921) - Joan Gamper (1921-1923) - Enric Cardona i Panella (1923-1924) - Joan Gamper (1924-1925) - Arcadi Balaguer (1925-1929) - Tomàs Rosés (1929-1930) - Gaspar Rosés i Arús (1930-1931) - Antoni Oliver (1931) - Joan Coma (1931-1934) - Esteve Sala (1934-1935) - Josep Sunyol i Garriga (1935-1936) - Joan Soler i Julià (1939-1940) - Enrique Piñeyro Queralt (1940-1942) - Josep Vidal-Ribas (1942) - Enrique Piñeyro Queralt (1942-1943) | - Josep Antoni de Albert (1943) - Josep Vendrell (1943-1946) - Agustí Montal i Galobart (1946-1952) - Enric Martí i Carreto (1952-1953) - Francesc Miró-Sans i Casacuberta (1953-1961) - Enric Llaudet i Ponsa (1961-1968) - Narcís de Carreras i Guiteras (1968-1969) - Agustí Montal i Costa (1969-1977) - Raimon Carrasco i Azemar (1977-1978) - Josep Lluís Núñez i Clemente (1978-2000) - Joan Gaspart i Solves (2000-2003) - Enric Reyna i Martínez (2003) - Joan Laporta i Estruch (2003-2010) - Sandro Rosell i Feliu (2010-2014) - Josep Maria Bartomeu i Floreta (2014-2020) - Joan Laporta i Estruch (2021-prezent) |

## Secții sportive
- Actuale
  - atletism

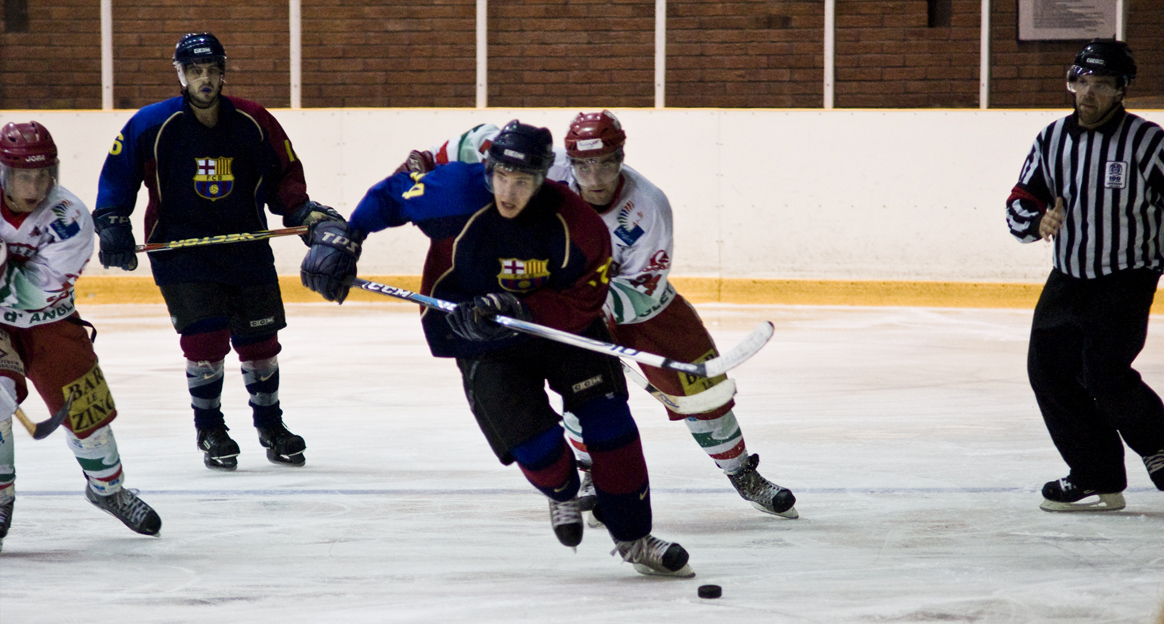
Echipa de hochei pe gheață masculin, 2008

  - baschet masculin - Regal FC Barcelona
  - baschet în scaun cu rotile masculin
  - baseball masculin
  - futsal masculin - FC Barcelona Alusport
  - handbal masculin - FC Barcelona Borges
  - hochei pe gheață masculin
  - hochei pe iarbă masculin
  - hochei pe role masculin - FC Barcelona Sorli-Discau
  - patinaj artistic
  - rugby masculin
  - volei feminin
  - volei masculin
- Desființate
  - baschet feminim
  - ciclism
  - fotbal american
  - gimnastică
  - înot
  - judo
  - lupte
  - tenis

## Trivia

### Sponsorizare
Barça este cunoscută pentru refuzul definitiv în permiterea logourilor sponsorilor pe tricourile sale de fotbal. Aceasta se datorează faptului că Barça este privită ca un simbol al Cataloniei și orice alte sponsorizări de "natură intruzivă" sunt, de obicei, refuzate. Acest fapt a fost controversat chiar și pentru producătorul tricourilor, Nike. Însă din 2005 Barça a acceptat să aibă logoul TV3 (canalul TV catalan principal și, de asemenea, un simbol al Cataloniei) pe brațul stâng, păstrându-se pentru moment ideea că nici un sponsor nu va acoperi partea centrală a tricoului Barçei, deși în media se speculează semnarea unor contracte spre sfârșitul anului. În săptămânile recente, s-a speculat îndelung (deși negat oficial) că Barça este aproape de semnarea unui acord cu comitetul organizator al Olimpiada de Vară 2008 pentru a plasa logoul olimpic al Beijingului pe tricourile de fotbal. Înțelegerea propusă ar fi durat până în 2010; după Olimpiadele din 2008, Barça purtând logoul Jocurilor Asiatice din 2010, cu candidatura provinciei Guangzhou.
În acest sezon, tricourile de joc ale Barcelonei poarta sigla UNICEF în locul rezervat de obicei sponsorului principal.
Totuși, Barça a acceptat logoul unui sponsor pe tricourile echipei de baschet. Secțiunea de baschet este sponsorizată de către compania de asigurări elvețiană Winterthur Group—o sponsorizare unică pentru Barça, cum această companie a fost fondată în Winterthur, locul de naștere a lui Joan Gamper.

### Culés
Înțelesul etimologic al acestui cuvânt derivă din cul care literal înseamnă fund în catalană (pronunțat /kuˈles/). O traducere aproximativă a acestui termen ar fi funduri. Departe de a fi ofensiv sau jignitor pentru fanii lui Barça, acest termen a fost creat la începutul secolului XX, când, fanii care se așezau în cea mai înaltă poziție a stadionului permiteau persoanelor din afară să le admire posterioarele. Acest termen relativ umoristic a fost adoptat și fanii au fost numiți astfel începând cu acea perioadă. Există aproximativ 1730 cluburi de suporteri ai FC Barcelonei înregistrate oficial în întreaga lume (până în noiembrie 2005).